# 128 бит
128 бит (англ. 128 bit) — в информатике и компьютерной технике используется для обозначения структур и типов данных, размер которых в памяти компьютеров занимает 128 бит, что равно 16 байтам. Архитектуры компьютеров, которые базируются на регистрах, адресных шинах или шинах данных, размеры которых составляют 128 бит, называются 128-битными архитектурами (или 128-разрядными архитектурами).
На начало 2015 года не существует процессоров общего назначения, которые способны оперировать 128-битными целыми числами (англ. integer) или адресами, хотя некоторые процессоры могут работать с 128-битными данными. Мэйнфреймы IBM System/370 могут рассматриваться как первые «зачаточные» 128-битные компьютеры, поскольку они использовали 128-битные регистры с плавающей запятой. Более современные CPU получили набор процессорных инструкций SIMD (SSE, AltiVec и т. д.), в которых использовались 128-битные векторные регистры для сохранения нескольких чисел с меньшей разрядностью (например, четыре 32-битных числа с плавающей запятой). Благодаря этому одна процессорная инструкция может параллельно манипулировать всеми этими значениями. Таким образом, данные процессоры — это 128-битные процессоры в том смысле, что они имеют 128-битные регистры, но они не производят операции над отдельными 128-битными числами.

## Использование
- Распространённый размер ключа, используемого в симметричных криптосистемах в криптографии — 128 бит. Размер GUID, UUID и IPv6-адреса также составляет 128 бит.
- Число четверной точности с плавающей запятой, имеющее размер 128 бит, при использовании 128-битных процессоров может поместиться в один регистр.
- Теоретический максимум поддерживаемого объёма оперативной памяти текущими 64-битными процессорами — 16 эксабайт. 128-битные процессоры преодолевают этот порог, максимальный объём памяти, которую они способны поддерживать — 340 282 366 920 938 463 463 374 607 431 768 211 456 байт, что приблизительно равно 340,3 ундециллионам байт или 281 474 976 710 656 йобибайтам. В настоящее время достичь такого предела невозможно, так как данный объём намного превышает всю совокупность информации на Земле (на 2009 год весь объём сохранённой человечеством информации оценивается в приблизительно 500 эксабайт[1]).
- Процессор Emotion Engine, который использовался в игровой консоли Sony PlayStation 2, рекламировался как первый в мире 128-битный процессор. Однако, хотя он имел 128-битные регистры SIMD, но при этом оставался 32-битным процессором в традиционном смысле, так как оперировал лишь 32-битной адресацией памяти.
- Спецификация архитектуры процессоров RISC-V описывает в том числе режим работы процессора с 128-битными регистрами[2].
- Виртуальный набор инструкций AS/400 для IBM System i определял все указатели как 128-битные. Потом эти инструкции транслировались в «реальные» аппаратные инструкции. Эта особенность позволяла использовать программное обеспечение на более широком диапазоне аппаратного обеспечения без перекомпиляции.
- Шины памяти графических процессоров имеют разрядность, равную или даже бо́льшую, чем 128 бит. Например, Radeon HD 2000 имел 512-битную (64*8) шину памяти, связывающую сам графический процессор с графической памятью.
- Вследствие увеличения разрядности процессоров до 128 бит увеличится размер машинного слова, что позволит повысить точность и производительность процессоров в математических операциях, особенно в криптографии.

## История
128-битный мультикомпаратор впервые был описан исследователями в 1976 году.
Центральный процессор с 128-битными мультимедийными расширениями был спроектирован в 1999 году.